# Зеленушки (род рыб)
Зеленушки (лат. Symphodus) — род морских лучепёрых рыб из семейства губановых (Labridae). Размеры от 10 до 44 см. Распространены в Восточной Атлантике, Средиземном и Чёрном морях.

## Виды
В роде Symphodus 10 видов:
- Symphodus bailloni — Зеленушка Байлона
- Symphodus cinereus — Рябчик (рыба)
- Symphodus doderleini
- Symphodus mediterraneus — Средиземноморская зеленушка
- Symphodus melanocercus
- Symphodus melops — Темнополосая зеленушка
- Symphodus ocellatus — Глазчатая зеленушка
- Symphodus roissali — Зеленушка-перепёлка
- Symphodus rostratus
- Symphodus tinca — Зеленушка, или рулена, или лапина

## Фотогалерея
- Symphodus cinereus
- Зеленушка (Symphodus tinca)
- Средиземноморская зеленушка (Symphodus mediterraneus)
- Symphodus rostratus
- Symphodus doderleini